# Dolinny dział wód
Dolinny dział wód - linia działu wód, która przechodzi w poprzek opuszczonej doliny.